# Охотник за грабителями
«Охотник за грабителями» (англ. A Thief Catcher) — короткометражный американский фильм 1914 года, созданный Маком Сеннетом на собственной киностудии «Keystone Studios». Режиссёр Форд Стерлинг. В фильме снимались Форд Стерлинг, Мак Суэйн, Эдгар Кеннеди и Чарли Чаплин (в эпизодической роли полицейского).
Фильм считался утерянным, пока не был обнаружен в 2010 году в антикварном магазине в Мичигане.

## Сюжет
История о трусоватом шерифе полицейского участка, убегающем от двух грабителей. Кончается фильм полной неразберихой с участием шерифа, грабителей и отряда полицейских, прибывшего на помощь своему коллеге.

## В ролях
- Форд Стерлинг — шериф
- Мак Суэйн — первый грабитель
- Эдгар Кеннеди — второй грабитель
- Чарли Чаплин — полицейский